# 방향족 치환기 패턴
방향족 치환기 패턴(영어: arene substitution pattern, 일본어: 芳香族置換基パターン)은 유기 화합물의 IUPAC 명명법의 일부이며, 방향족 탄화수소의 수소 이외의 치환기의 상대적인 위치를 명확하게 표시하는 데 사용한다.

## 2개의 치환기의 위치 관계에 의한 명명법 (오르토-, 메타-, 파라-)

주요 방향족 치환기 패턴

- 오르토-(ortho-, o-, 1,2-)는 인접한 위치에 치환기가 결합한 패턴이다(그리스어 "ὀρθός"는 "직립"을 의미한다). 오르토 치환에서 2개의 치환기는 1과 2로 번호가 매겨지며 서로 옆에 위치한다. 오른쪽 그림에서 이러한 위치는 R 및 오르토로 표시된다.
- 메타-(meta-, m-, 1,3-)는 탄소를 하나 건너뛴 위치에 결합한 패턴이다(그리스어 "μετά"는 "넘은"을 의미한다). 메타 치환에서 2개의 치환기는 1번과 3번에 위치한다. 오른쪽 그림에서 이러한 위치는 R 및 메타로 표시된다.
- 파라-(para-, p-, 1,4-)는 2개의 치환기가 대면하는 위치에 결합한 패턴이다(그리스어 "παρά"는 "(위로) 대한다"를 의미한다). 파라 치환에서 2개의 치환기는 서로 반대쪽 말단을 차지한다. 오른쪽 그림에서 이러한 위치는 R 및 파라로 표시된다.

톨루이딘은 이러한 3가지 유형의 치환에 대한 예이다.
- 저미널(gem- ,1,1-)은 동일한 탄소에 결합한 패턴이다.

### 합성
예를 들어 아미노기, 하이드록실기, 알킬기, 페닐기와 같은 전자 공여기는 오르토/파라 패턴인 경향이 있고, 나이트로기, 나이트릴기, 케톤기와 같은 전자 수용기는 메타 패턴인 경향이 있다.

### 특성
화합물에 따라 특성이 다르지만 단순 이치환된 방향족 탄화수소에서는 3가지 이성질체가 다소 비슷한 끓는점을 갖는 경향이 있다. 그러나 파라 이성질체는 일반적으로 3가지 이성질체들 중에서 가장 높은 녹는점을 가지며, 주어진 용매에 대한 용해도가 가장 낮다.

### 오르토 이성질체와 파라 이성질체의 분리
전자 공여기는 오르토 및 파라 패턴이기 때문에 이들 이성질체의 분리는 합성 화학에서 일반적인 문제이다. 다음과 같이 이들 이성질체를 분리하기 위한 몇 가지 방법이 있다.
- 일반적으로 오르토가 파라보다 더 극성이기 때문에 칼럼 크로마토그래피는 종종 이들 이성질체를 분리하는 데 사용된다.
- 재결정은 파라가 오르토보다 덜 용해되어 먼저 결정화된다는 원리에 다라 순수한 파라 생성물을 얻는데 사용할 수 있다. 오르토 이성질체의 공결정화를 피하기 위한 주의를 기울여야 한다.[2]
- 많은 나이트로 화합물의 오르토 이성질체와 파라 이성질체는 끓는점이 상당히 다르다. 이들 이성질체는 보통 증류에 의해 분리될 수 있다. 이러한 분리된 이성질체들은 다이아조늄염으로 전환되어 다른 순수한 오르토 화합물 또는 파라 화합물을 제조하는 데 사용할 수 있다.[3]

## 3개의 치환기의 위치 관계에 의한 명명법 (비시널-, 어시메트릭-, 시메트릭-)
|                                                               |                                                                      |                                                                     |
| 피로갈롤 1,2,3-트라이하이드록시벤졸 vic.-트라이하이드록시벤졸 | 하이드록시퀴놀 1,2,4-트라이하이드록시벤졸 asym.-트라이하이드록시벤졸 | 플로로글루신올 1,3,5-트라이하이드록시벤졸 sym.-트라이하이드록시벤졸 |

- 비시널-(vic.-, 1,2,3-)은 3개의 치환기가 서로 이웃한 패턴이다.
- 어시메트릭-(asym.-, 1,2,4-)는 3개의 치환기가 비대칭 위치에 결합한 패턴이다.
- 시메트릭-(sym.-, 1,3,5-)은 3개의 치환기가 120도의 대칭된 위치에 결합한 패턴이다.

## 기타 치환기의 위치를 나타내는 명명법

### 입소, 메소, 페리 치환

입소 치환
메소 치환
페리 치환
X(이탈기)가 시네-치환기, Y가 텔레-치환기이다.

- 입소 치환은 친전자성 방향족 치환에서 중간생성물의 동일한 고리 위치를 공유하는 2개의 치환기를 설명한다. 트라이메틸실릴기, 터트-뷰틸기, 아이소프로필기는 안정한 탄소 양이온을 형성할 수 있기 때문에 입소 지시기이다.
- 메소 치환은 벤질 위치를 차지하는 치환기를 의미한다. 메소 치환은 칼릭사렌 및 아크리딘과 같은 화합물에서 발견된다.
- 페리 치환은 나프탈렌의 1번 및 8번 위치의 치환기에 대해 일어난다.

### 시네, 텔레 치환
- 시네 치환에서 치환기는 결합하고 있는 탄소 옆의 이탈기를 말한다. 예를 들어 시네 치환은 아린 화학에서 관찰된다.[4]
- 텔레 치환에서 치환기는 새롭게 결합하는 치환기를 말한다.[5]

## 기원
접두사 오르토, 메타, 파라는 모두 그리스어에서 파생되었으며, 각각 "직립", "넘은", "(위로) 대한다"를 의미한다. 현재의 의미와의 관계는 분명하지 않을 수 있다. 오르토라는 명칭은 원래 역사적으로 오리지널 화합물을 지칭하는 데 사용되었고, 이성질체는 종종 메타 화합물이라고 불렸다. 예를 들어 오르토인산과 트라이메타인산이라는 관용명은 방향족 탄화수소와 전혀 관련이 없다. 마찬가지로 파라라는 명칭은 밀접하게 관련이 있는 화합물에 대해서만 사용되었다. 따라서 옌스 야코브 베르셀리우스는 1930년에 원래 아스파르트산의 라세미 형태를 "파라아스파르트산"(다른 구식 용어: 라세미산)이라고 불렀다. 이치환된 방향족 고리의 이성질체들을 구별하기 위해 접두사 오르토, 메타, 파라를 사용한 것은 1867년에 빌헬름 쾨르너가 처음으로 시작하였지만, 그는 1,4-이성질체에 오르토 접두사를 사용하고, 1,2-이성질체에 메타 접두사를 사용하였다. 1869년에 처음으로 접두사 오르토-, 메타-, 파라-를 사용하여 이치환 방향족 고리(즉 나프탈렌)에서 치환기의 특정 상대적인 위치를 나타낸 사람은 독일의 화학자인 카를 그래베이다. 1870년에는 독일의 화학자인 빅토르 마이어가 벤젠에 처음으로 그래베의 명명법을 적용했다. 현재의 명명법은 1879년에 화학회에 의해 도입되었다.

## 예
크레졸, C6H4(OH)(CH3)의 이성질체에 대한 이러한 명명법의 사용 예가 다음과 같이 제시되어 있다.

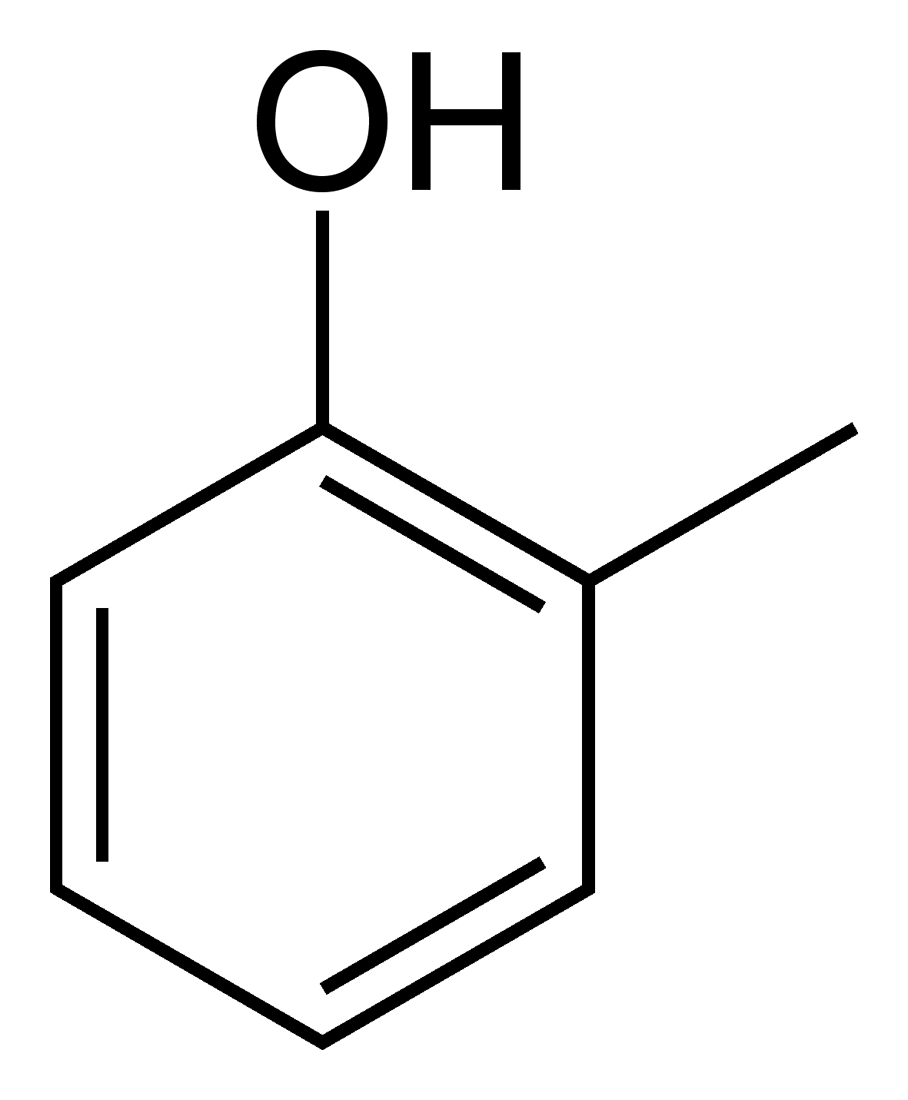
o-크레졸
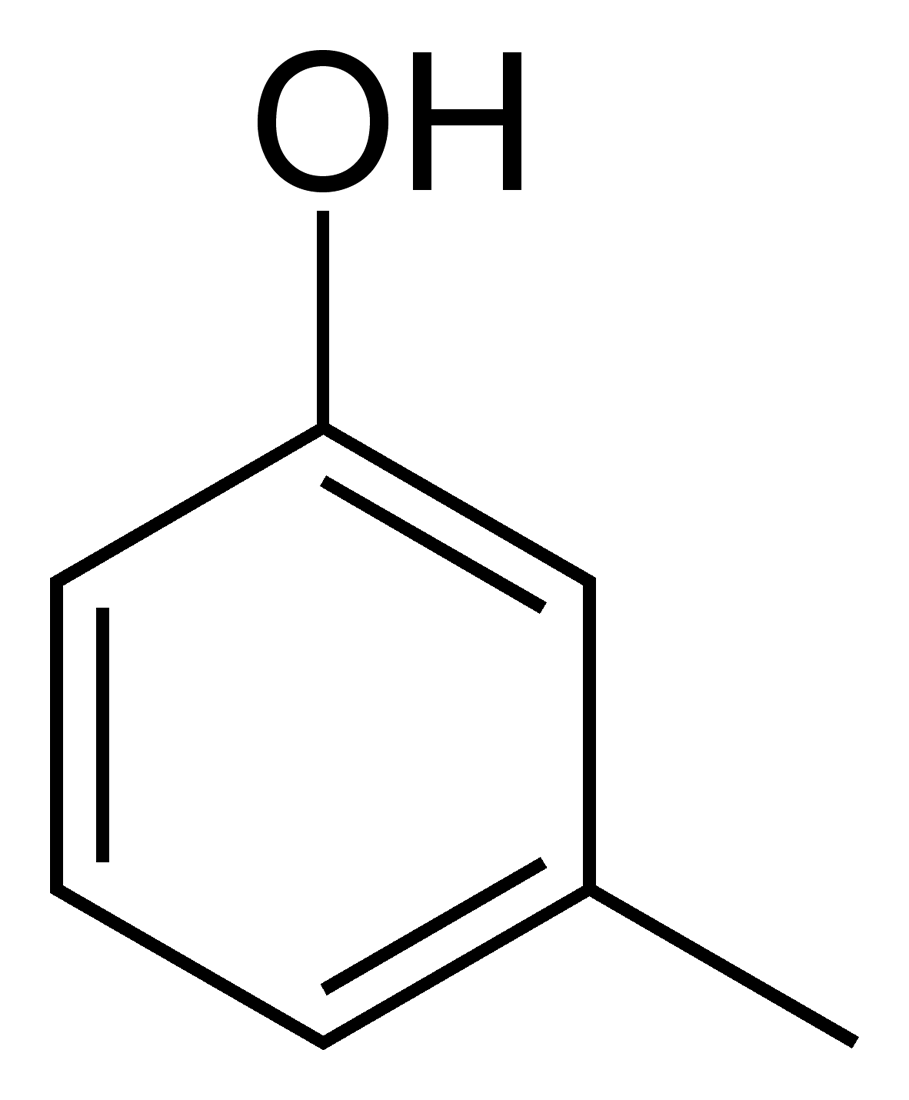
m-크레졸
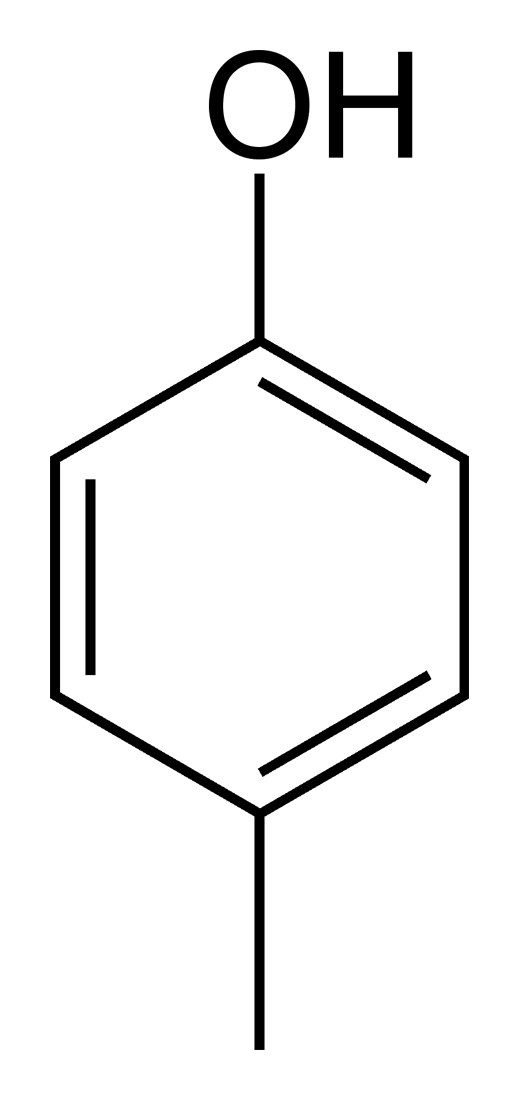
p-크레졸

다이하이드록시벤젠, C6H4(OH)2에 대해 다음과 같이 세 가지 방향족 치환 이성질체가 존재한다. 오르토 이성질체는 카테콜, 메타 이성질체는 레조르시놀, 파라 이성질체는 하이드로퀴논이다.

카테콜
레조르시놀
하이드로퀴논

벤젠다이카복실산, C6H4(COOH)2에 대해 다음과 같이 세 가지 방향족 치환 이성질체가 존재한다. 오르토 이성질체는 프탈산, 메타 이성질체는 아이소프탈산, 파라 이성질체는 테레프탈산이다.

프탈산
아이소프탈산
테레프탈산

이러한 용어들은 질소 원자가 치환기 중 하나로 간주되는 피리딘과 같은 6원자 헤테로고리 방향족 시스템에서도 사용할 수 있다. 예를 들어 니코틴아마이드와 니아신은 피리딘 고리에서 메타 치환을 나타내는 반면, 프랄리독심의 양이온은 오르토 이성질체이다.

니아신
니코틴아마이드
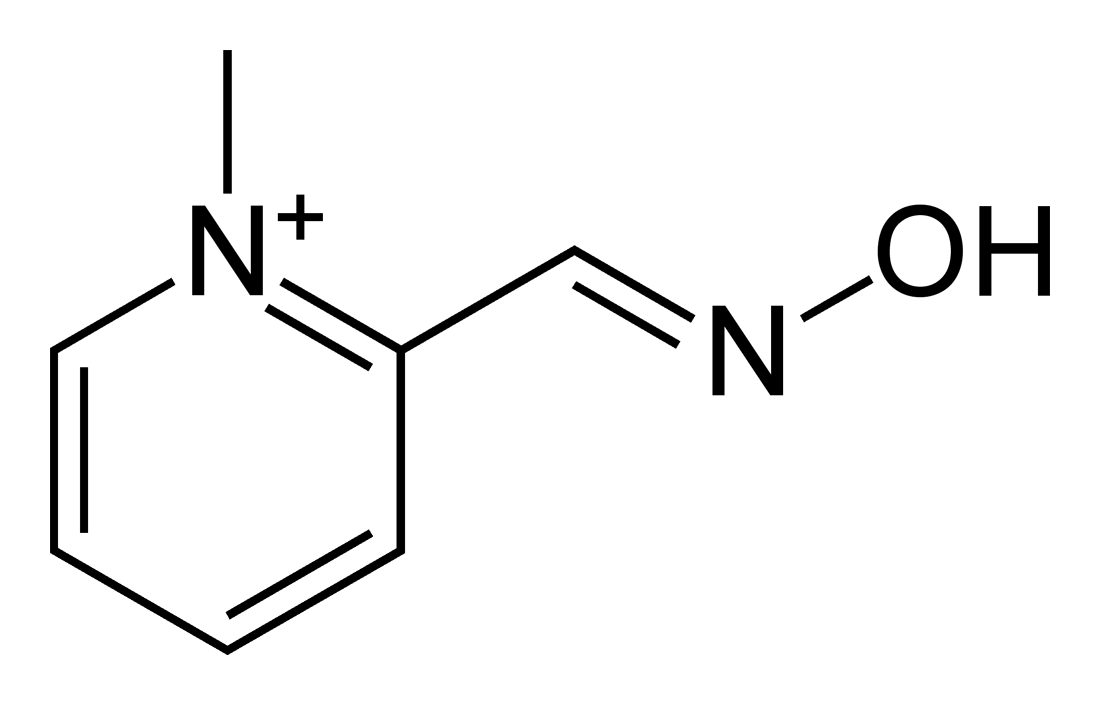
프랄리독심

## 같이 보기
- 디스크립터
- 이성질체
- 구조 이성질체